# سیارک ۲۹۴۷
سیارک ۲۹۴۷ (به انگلیسی: 2947 Kippenhahn، نامگذاری:1955QP1) دو هزار و نهصد و چهل و هفتمین سیارک کشف شده‌است که در ۲۲ اوت ۱۹۵۵ و در هایدلبرگ کشف شد.
قدر مطلق سیارک برابر ۱۳٫۰۰ است.